# Noel Coonan
Noel J. Coonan (irisch Nollaig Ó Cuanáin; * 6. Januar 1951) ist ein irischer Politiker und seit 2007 Abgeordneter im Dáil Éireann, dem Unterhaus des irischen Parlaments.
Coonan wurde 1991 in das Tipperary North County Council sowie 1994 in das Urban District Council von Templemore gewählt. 1999 wurde er in beide wiedergewählt. Nach einer erfolglosen Kandidatur für einen Sitz im Dáil Éireann 2002 konnte Coonan für die Fine Gael ein Mandat für den 22. Seanad Éireann erringen. Da er nun seine anderen Mandate niederlegen musste, rückte seine Frau Pauline Coonan für ihn in das Tipperary North County Council nach. 
2007 erfolgte seine Wahl in den 30. Dáil Éireann.